# American Alliance of Museums
Die American Alliance of Museums (AAM, bis 2012 American Association of Museums) ist eine 1906 gegründete US-amerikanische Non-Profit-Organisation. Die Organisation mit Sitz in Arlington, Virginia vertritt 35.000 Mitglieder aus dem Museumswesen. 2012 waren über 3.000 Museen aller Fachrichtungen sowie Zoos und Aquarien und 300 Unternehmen in der American Association of Museums organisiert.
Im Zuge der 2009 eingeleiteten Neuaufstellung des Verbands wurde 2012 ein neues Akkreditierungssystem für Museen geschaffen, das auf der Einhaltung bestimmter Qualitätsstandards basiert. 2017 waren von etwa 33.000 US-amerikanischen Museen 1.075 von der AAM akkreditiert.